# Central Plateau Conservation Area
Het Central Plateau Conservation Area is een natuurpark op Tasmanië, Australië.